# Oligostachyum yonganense
Oligostachyum yonganense är en gräsart som beskrevs av Y.M.Lin och Qing Fang Zheng. Oligostachyum yonganense ingår i släktet Oligostachyum och familjen gräs. Inga underarter finns listade i Catalogue of Life.